# Pseudosterrha
Pseudosterrha är ett släkte av fjärilar. Pseudosterrha ingår i familjen mätare.
Kladogram enligt Catalogue of Life:
| Pseudosterrha | \| \| Pseudosterrha gayneri \| \| \| \| \| \| Pseudosterrha ochrea \| \| \| \| \| \| Pseudosterrha paulula \| \| \| \| \| \| Pseudosterrha philaearia \| \| \| \| |
|               | \| \| Pseudosterrha gayneri \| \| \| \| \| \| Pseudosterrha ochrea \| \| \| \| \| \| Pseudosterrha paulula \| \| \| \| \| \| Pseudosterrha philaearia \| \| \| \| |
|               | Pseudosterrha gayneri |
|               | |
|               | Pseudosterrha ochrea |
|               | |
|               | Pseudosterrha paulula |
|               | |
|               | Pseudosterrha philaearia |
|               | |